# Amesbury
Amesbury (engelskt uttal: [ˈeɪmzbəri]) är en stad och civil parish i grevskapet Wiltshire i södra England. Staden ligger i enhetskommunen Wiltshire vid floden Avon, cirka 11,5 kilometer norr om Salisbury. Tätorten (built-up area) hade 12 676 invånare vid folkräkningen år 2021. I närheten av staden ligger monumentet Stonehenge.
Den grundades år 979, även om det sedan tidigare fanns ett nunnekloster på platsen. Amesbury nämndes i Domedagsboken (Domesday Book) år 1086, och kallades då Amblesberie/Ambresberie. På kartor från 1600-talet hette platsen Ambersbury. Det har föreslagits att staden har namngetts efter Ambrosius Aurelianus, ledaren för det romersk-brittiska försvaret mot saxarnas invasion på 400-talet. Amesbury är också förknippat med legenden om Kung Artur. Det nunnekloster till vilket Guinevere drog sig tillbaka sägs vara det i Amesbury.
Någon kilometer väster om staden ligger ett dolt fort, numera överväxt med skog. Lokalt är platsen känd som Vespasianus' lägerplats (efter den romerska generalen, senare kejsaren, vars fälttåg gick genom detta område). Den har ännu inte blivit utgrävd.
År 2002 upptäcktes i Amesbury den rikaste begravningsplatsen från bronsåldern som hittills hittats i Storbritannien. Den innehöll kvarlevorna av två män av aristokratisk rang tillsammans med över 100 föremål, bland annat pilspetsar, kopparknivar och det tidigaste bearbetade guldet i landet. Mannen i den rikaste graven har blivit känd som "Amesbury Archer".